# Undisputed (filme)
Undisputed (O Lutador/ O Imbatível) é um filme americano de 2002 sobre lutas clandestinas na prisão, escrito, produzido e dirigido por Walter Hill e estrelado por Wesley Snipes e Ving Rhames. Foi lançado nos Estados Unidos em 23 de agosto de 2002.
O filme teve um desempenho ruim nas bilheterias e recebeu críticas mistas dos críticos; no entanto, mais tarde, encontrou sucesso no mercado de DVDs e começou uma saga cinematográfica com uma sequência direta em vídeo, sem nenhum dos atores do elenco original mas mantendo o personagem George "Iceman" Chambers interpretado por outro ator.

## Enredo
O indiscutível campeão de boxe peso-pesado George "Iceman" Chambers (Ving Rhames) é condenado por estupro em um caso duvidoso e sentenciado a cumprir pena numa prisão nova no deserto, chamada Sweetwater. A instalação de alta segurança é de criminosos  de alto perigo. Inconsciente das leis da prisão e sua hierarquia única, o orgulhoso Chambers tenta impressionar os presos com seu status de campeão invicto de boxe.
O campo de prisioneiros, dentro de suas próprias paredes, tem um campeonato de luta fascinante na qual um sindicato de apostas prospera. Criminosos lutam boxe com poucas regras, tornando-se um empreendimento muito viciante e lucrativo para o sindicato. O boxeador mais popular atrás das grades é o invicto e modesto Monroe Hutchens (Wesley Snipes), que acaba em confinamento solitário depois que Chambers começa uma briga com ele no refeitório para saber quem é o melhor.
Um chefe da máfia encarcerado chamado Ripstein (Peter Falk) sente o potencial em uma disputa entre o modesto Hutchens e o egocêntrico Chambers. Ripstein, um fã de boxe ao longo da vida, propõe uma partida e o diretor (Dennis Arndt) é persuadido.
Depois de muitos arranjos finalmente a noite da luta ansiosamente aguardada chega com o campeão profissional arrogante indo contra o guerreiro da prisão. Hutchens vence por nocaute.
É revelado que Ripstein morreu três semanas após a luta, mas em seu testamento, ele deixou US$ 2 milhões. Chambers foi solto em liberdade condicional, e Hutchens recebeu o dinheiro para sua irmã, que estava passando por dificuldades fora da prisão.
Também é revelado que Chambers e seu empresário negaram que a briga com Hutchens tivesse ocorrido, e que tudo era um boato. Meses depois, Chambers vence o Campeonato Mundial de Pesos Pesados. O bloco de prisioneiros inteiro assiste à luta televisionada, e ri e aplaude o nome de Monroe depois de ouvir Chambers sendo coroado como o "invicto" campeão mundial dos pesos pesados.

## Elenco
- Wesley Snipes como Monroe "Undisputed" Hutchens
- Ving Rhames como George "Iceman" Chambers
- Peter Falk como Mendy Ripstein
- Michael Rooker como AJ Mercker
- Jon Seda como Jesus 'Chuy' Campos
- Wes Studi como Mingo Pace
- Fisher Stevens como Ratbag Dolan
- Mestre P como Gat Boyz Rapper 1
- Silkk o Choque como Gat Boyz Rapper 2
- C-Murder como Gat Boyz Rapper 3
- Ed Lover como Marvin Bonds
- Dayton Callie como Yank Lewis
- Dennis Arndt como o diretor
- Bruce A. Young como Charles Soward

## Produção

### Desenvolvimento
O filme foi baseado em um roteiro original de Walter Hill e David Giler. Hill tinha acabado de sair do filme de ficção científica Supernova.
Hill sempre quis fazer um filme de boxe, sendo um fã do esporte desde que era jovem. "Boxe é fácil de indiciar", diz Hill. "Há muitas coisas terríveis sobre o boxe. No entanto, isso é apenas um lado da moeda. O outro lado é que o boxe tem um poder e uma beleza e um drama e fascínio que o torna um esporte muito atraente ".
Hill e Giler estavam almoçando um dia e discutiram sobre Mike Tyson, que foi condenado à prisão por estupro em 1992. Giler disse que eles pensaram "é incrível como nenhum estúdio fez um filme a partir desta situação básica do campeão mundial dos pesos pesados indo para a prisão, o ambiente mais difícil do mundo", disse Giler. Hill foi e escreveu alguns parágrafos sobre a ideia, então ele e Giler escreveram um roteiro completo.
O filme se recusa a dizer se o boxeador campeão foi realmente culpado. "É absolutamente ambíguo neste filme, ambíguo no sentido de que é muito claro que ele acredita ser inocente. Também é absolutamente claro que a mulher envolvida acredita ter sido abusada e estuprada. . . Se você quer saber do que eu suspeito, suspeito que ambos estão certos. Tem a ver com termos diferentes, valores diferentes e compreensão diferente do compacto básico quando homens e mulheres vão juntos para a cama. " 

## Sequências
O filme recebeu três seqüências diretas em vídeo. O primeiro foi Undisputed II: Last Man Standing, lançado em 2006. Uma segunda sequência, Undisputed III: Redemption, foi lançada em 2010 e segue Yuri Boyka, personagem do Undisputed II '. Uma terceira sequência, novamente focando no último personagem, Boyka: Undisputed, foi lançado em 2016.